# Мадона дела Неве (Кунео)
Мадона дела Неве је насеље у Италији у округу Кунео, региону Пијемонт.
Према процени из 2011. у насељу је живело 352 становника. Насеље се налази на надморској висини од 274 м.